# Polícia Civil (Brasile)
Polícia Civil (Italiano: Polizia Civile), in Brasile, indica l'insieme delle agenzie della pubblica amministrazione che, in conformità all'articolo 144 della Costituzione federale del 1988, esercitano il controllo della pubblica sicurezza e la conservazione dell'ordine pubblico, della gente e del patrimonio in ogni singolo stato federato.
Ogni stato del Brasile ha infatti il proprio "Dipartimento di Polizia Civile" che si occupa del lavoro di investigazione forense e criminale. Ogni stato ha inoltre un corpo di Polícia Militar che svolge la funzione di gendarmeria.

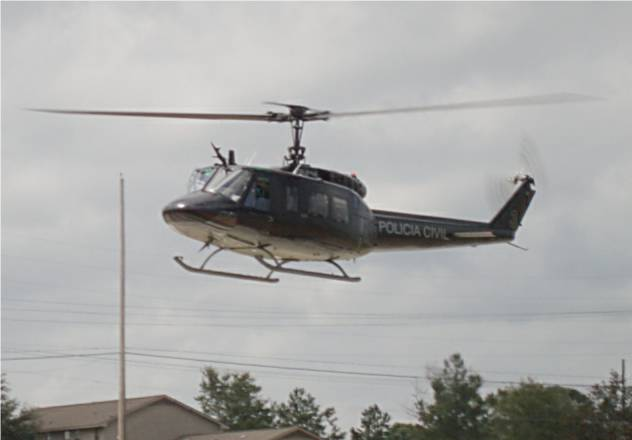
Un elicottero della Polícia Civil - Rio de Janeiro

La Polícia Civil ha avuto origine a Rio de Janeiro nel maggio del 1808. Successivamente furono stabiliti in tutto il paese i dipartimenti, sia durante i governi imperiali sia durante quelli repubblicani. Oggi le funzioni della Polícia Civil sono stabilite dagli articoli 144, IV e 144 § 4º, della costituzione federale. Vi è infine un'unica agenzia di Polícia Federal do Brasil che rrsegue i reati federali.

## Organizzazione
Vi sono 27 dipartimenti della Polícia Civil in Brasile, uno per ogni stato federato.
Ogni corpo di PC è diretto da un Delegado-Geral de Polícia (Italiano: "Delegato generale di polizia"), che comanda i Delegados de Polícia locais (Italiano: "Delegati locali di polizia"). Questi sono i responsabili di ogni unità, che sono chiamate Delegacia oppure Distrito Policial (Italiano: "Delegazione" e "Distretto di polizia").

## Gradi
Comandanti di polizia
- Delegati della polizia

Assistenti dei comandanti 
- Agenti esperti

Agenti 
- Sovrintendente di polizia
- Notaio di polizia
- Agente di polizia

## Corpi della Polícia Civil

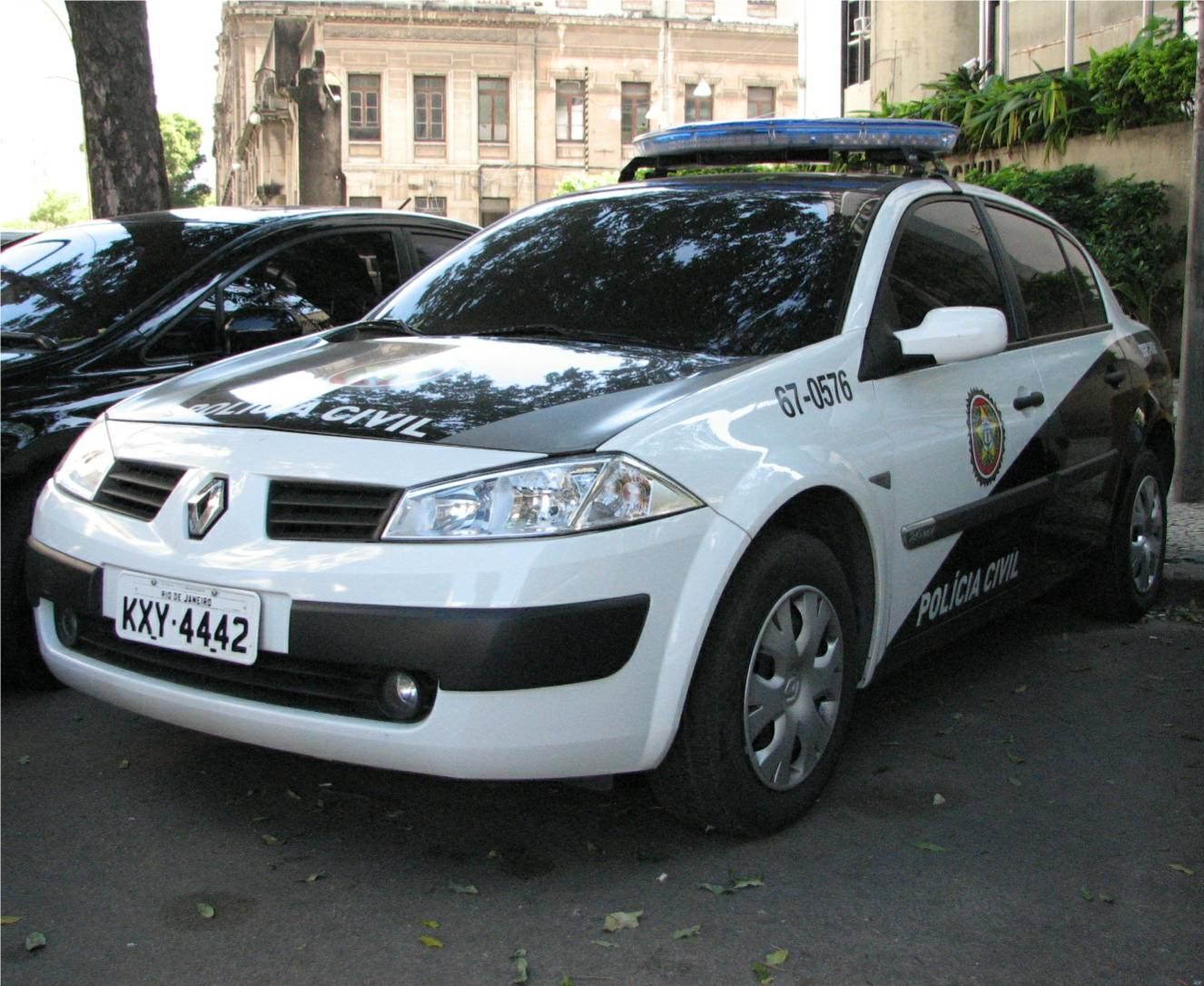
Una Renault Mégane della Polícia Civil - Rio de Janeiro

- Polícia Civil do Distrito Federal - Brasilia
- Polícia Civil do Estado do Acre
- Polícia Civil do Estado de Alagoas
- Polícia Civil do Estado do Amapá
- Polícia Civil do Estado do Amazonas
- Polícia Civil do Estado da Bahia
- Polícia Civil do Estado do Ceará
- Polícia Civil do Estado do Espírito Santo
- Polícia Civil do Estado de Goiás
- Polícia Civil do Estado do Maranhão
- Polícia Civil do Estado do Mato Grosso
- Polícia Civil do Estado do Mato Grosso do Sul
- Polícia Civil do Estado de Minas Gerais
- Polícia Civil do Estado do Pará
- Polícia Civil do Estado da Paraíba
- Polícia Civil do Estado do Paraná
- Polícia Civil do Estado de Pernambuco
- Polícia Civil do Estado do Piauí
- Polícia Civil do Estado do Rio Grande do Norte
- Polícia Civil do Estado do Rio Grande do Sul
- Polícia Civil do Estado do Rio de Janeiro
- Polícia Civil do Estado de Rondônia
- Polícia Civil do Estado de Roraima
- Polícia Civil do Estado de Santa Catarina
- Polícia Civil do Estado de São Paulo
- Polícia Civil do Estado de Sergipe
- Polícia Civil do Estado de Tocantins